# 강릉여자고등학교
강릉여자고등학교(江陵女子高等學校)는 대한민국 강원특별자치도 강릉시 옥천동에 있는 공립 고등학교이다.

## 학교 연혁
- 1940년 3월 20일 : 강릉 공립 고등 여학교 설립 인가 (1학급)
- 1940년 4월 27일 : 개교식 거행
- 1944년 3월 19일 : 제1회 졸업 증서 수여식 거행 (46명)
- 1940년 3월 20일 : 강릉 공립 여자 중학교로 교명 변경
- 1951년 8월 31일 : 학제 변경에 따라 강릉 여자 고등학교 설립 인가
- 1959년 3월 1일 : 강릉 여자 실업 고등학교로 교명 변경
- 1964년 1월 10일 : 강릉 여자 종합 고등학교로 교명 변경
- 1973년 9월 7일 : 강릉 여자 고등학교로 교명 변경
- 2000년 12월 21일 : 급식소(구), 다목적실, 합숙소 준공
- 2002년 9월 30일 : 기숙사 준공
- 2003년 12월 24일 : 목련체육관 준공
- 2004년 3월 1일 : 학칙 변경 인가(30학급)
- 2009년 2월 19일 : 목련도서관 준공
- 2016년 12월 27일 : 채움터(급식소 및 중강당) 개관
- 2022년 2월 28일 : 고교학점제 학교 공간 조성 사업 완료
- 2024년 9월 1일 : 제29대 주향숙 교장 취임
- 2025년 1월 3일 : 제81회 졸업식 거행(졸업생 216명, 졸업생 누계 27,865명)
- 2025년 3월 18일 : 목련학사 준공식

## 참고 자료
- 강릉여자고등학교 - 한국교육학술정보원 학교알리미